# عملة قرشان ونصف أردني
تُعد عملة قرشان ونصف أردني أحد الفئات النقدية للدينار الأردني، وتُعد من الفئات الصُغرى في النظام النقدي المحلي، كان أول إصدار لهذه الفئة في عام 1992، وتبع ذلك إصدار آخر في عام 1996.

## الإصدارات المعدنية
| \| \|                                                                                      | \| \|                                                                                      | \| \|                                                | \| \|                                                | \| \| |
| ------------------------------------------------------------------------------------------ | ------------------------------------------------------------------------------------------ | ---------------------------------------------------- | ---------------------------------------------------- | ----- |
| 2½ قروش أردني معدني (1992)                                                                 |                                                                                            |                                                      |                                                      |       |
| الوجه : THE HASHEMITE KINGDOM OF JORDAN 1992 مـ - 1412 هـ قرشان ونصف TWO AND HALF PIASTRES | الوجه : THE HASHEMITE KINGDOM OF JORDAN 1992 مـ - 1412 هـ قرشان ونصف TWO AND HALF PIASTRES | العكس : الحسين بن طلال ملك المملكة الأردنية الهاشمية | العكس : الحسين بن طلال ملك المملكة الأردنية الهاشمية |       |
| الكتلة 3 غ                                                                                 | المعدن ستانلس ستيل                                                                         | القطر 22 مم                                          | السُمك 1.2 مم                                         |       |
| المصمم(ون)                                                                                 | المصمم(ون)                                                                                 | الحواف مسكوك                                         | الحواف مسكوك                                         |       |
| الطرازات 1992                                                                              | الطرازات 1992                                                                              | القيمة الاسمية 0.025 دينار أردني                     | القيمة الاسمية 0.025 دينار أردني                     |       |
|                                                                                            |                                                                                            |                                                      |                                                      |       |

| \| \|                                                                                      | \| \|                                                                                      | \| \|                                                | \| \|                                                | \| \| |
| ------------------------------------------------------------------------------------------ | ------------------------------------------------------------------------------------------ | ---------------------------------------------------- | ---------------------------------------------------- | ----- |
| 2½ قروش أردني معدني (1996)                                                                 |                                                                                            |                                                      |                                                      |       |
| الوجه : THE HASHEMITE KINGDOM OF JORDAN 1996 مـ - 1416 هـ قرشان ونصف TWO AND HALF PIASTRES | الوجه : THE HASHEMITE KINGDOM OF JORDAN 1996 مـ - 1416 هـ قرشان ونصف TWO AND HALF PIASTRES | العكس : الحسين بن طلال ملك المملكة الأردنية الهاشمية | العكس : الحسين بن طلال ملك المملكة الأردنية الهاشمية |       |
| الكتلة 3 غ                                                                                 | المعدن ستانلس ستيل                                                                         | القطر 22 مم                                          | السُمك 1.2 مم                                         |       |
| المصمم(ون)                                                                                 | المصمم(ون)                                                                                 | الحواف مسكوك                                         | الحواف مسكوك                                         |       |
| الطرازات 1996                                                                              | الطرازات 1996                                                                              | القيمة الاسمية 0.025 دينار أردني                     | القيمة الاسمية 0.025 دينار أردني                     |       |
|                                                                                            |                                                                                            |                                                      |                                                      |       |

## روابط خارجية
- اصدارت اوراق النقد - البنك المركزي الأردني